# Тунель Вйоле
Тунель Вйоле (фр. Tunnel de Violay) — автомобільний тунель, який перетинає автомагістраль А89, відкритий у січні 2013 року. За довжиною 3 900 метрів він є 8 найдовший у Франції. Розташований у Віоле в департаменті Луара, тунель дозволяє шосе пройти від департаменту Луара до департаменту Рона.

## Історія
Будівництво розпочато в 2008 році, завершений тунель був у жовтні 2012 року. Відкритий був у січні 2013 року, одночасно з автомагістраллю, яка ним користується. Відкриття автомагістралі спочатку планувалося на 12 грудня 2012 року.
30 листопада 2012 з 15:00 до 19:00 в тунелі проводились масштабні навчання в реальних умовах. Метою навчань є перевірка належного функціонування процедур та координації всіх екстрених служб.

## Особливості
Тунель складається з 2 труб по 2 смуги кожна довжиною 3900 метрів з 8 батареями, кожна з яких містить 24 вентилятори.

## Будівництво

### Західна ділянка

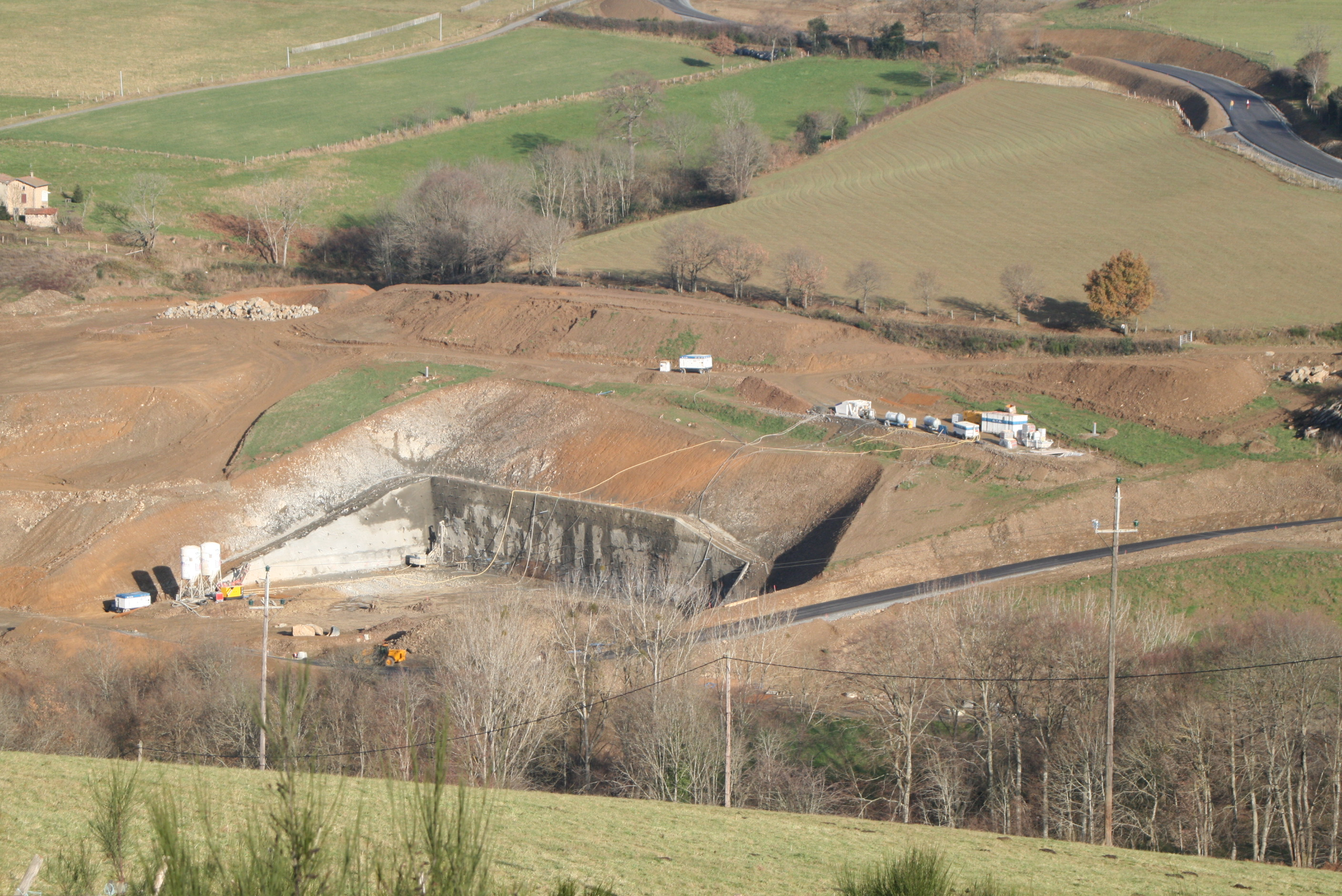
Західний вхід в тунель.
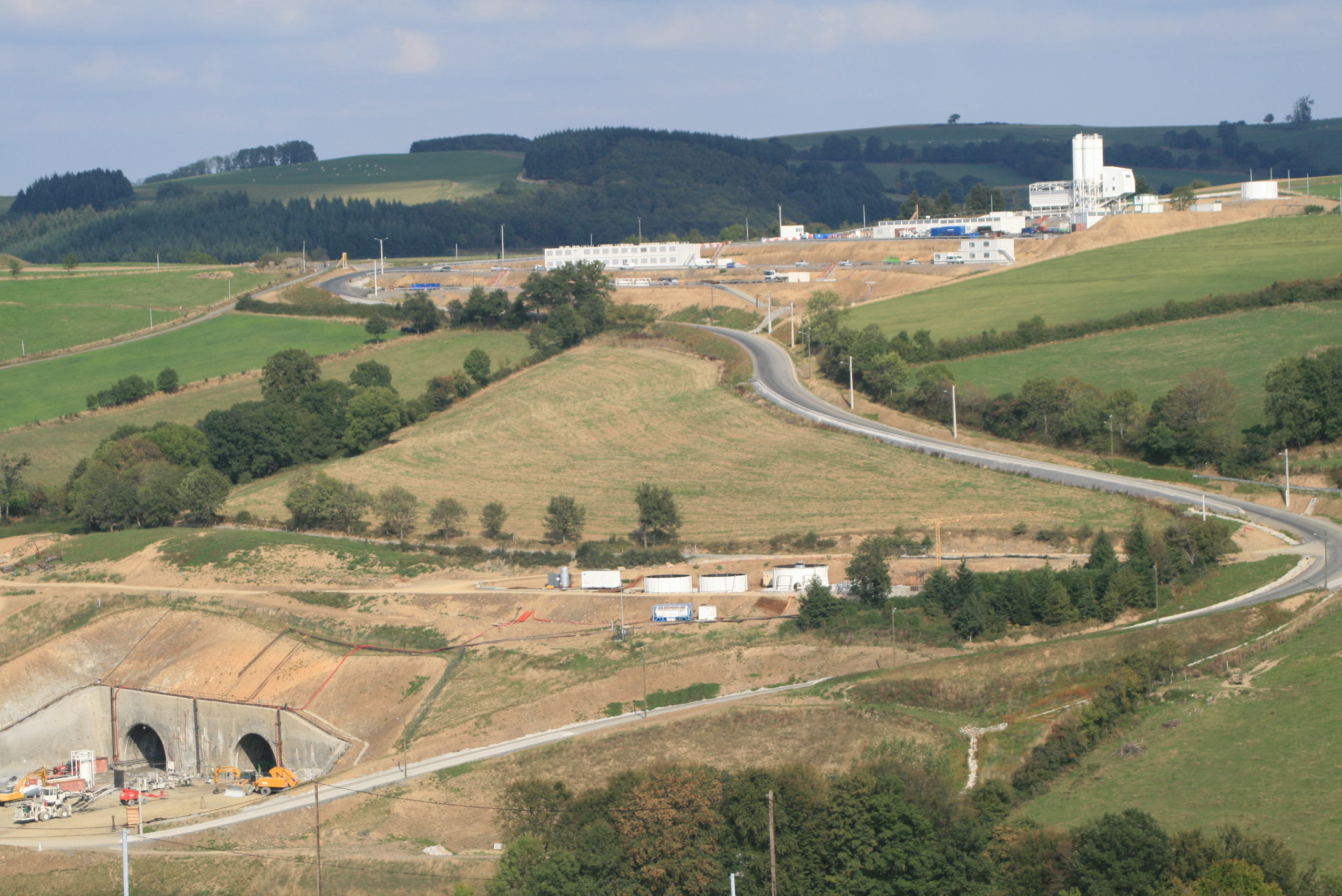
Західний вхід в тунель.
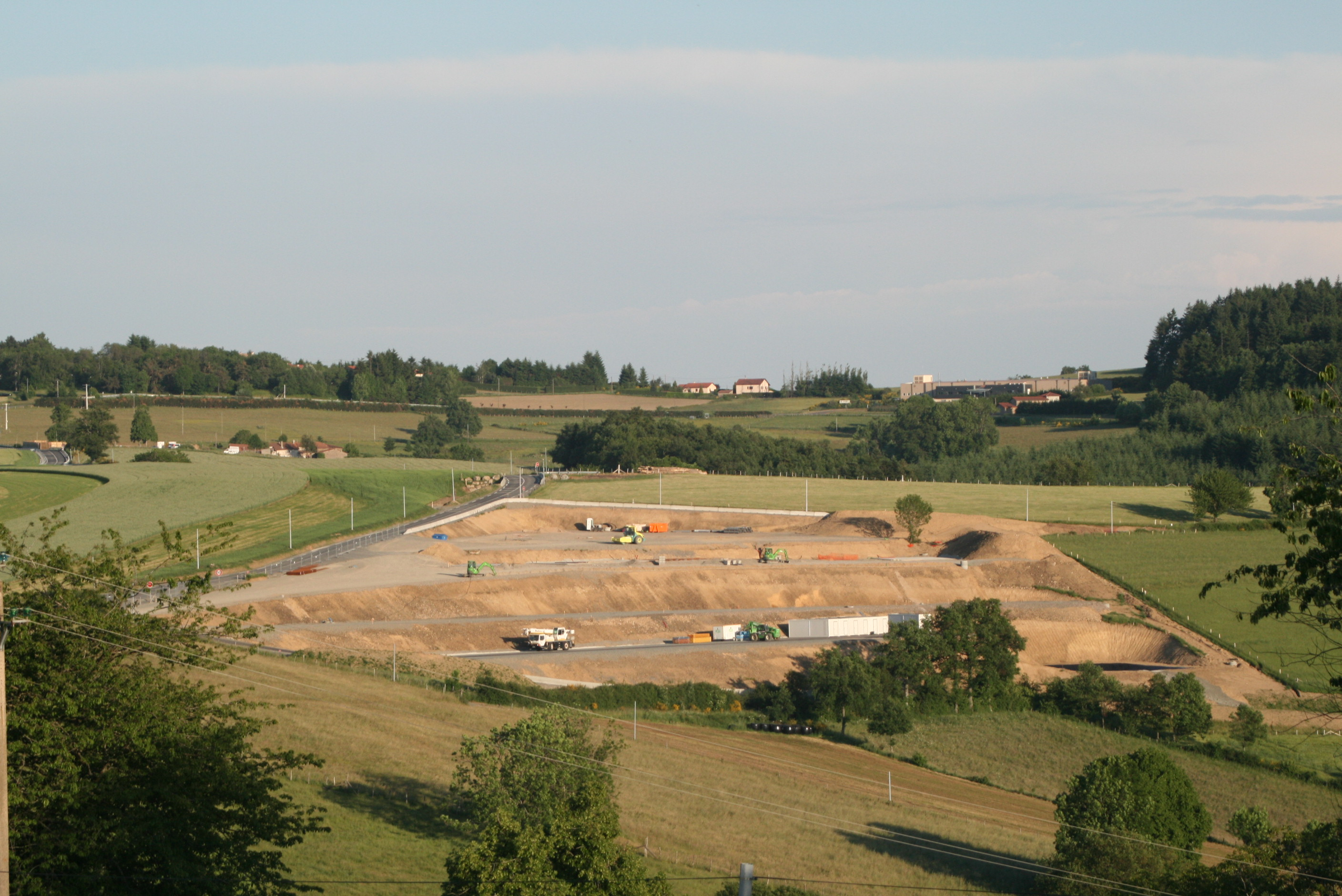
Західний майданчик робочого центру.
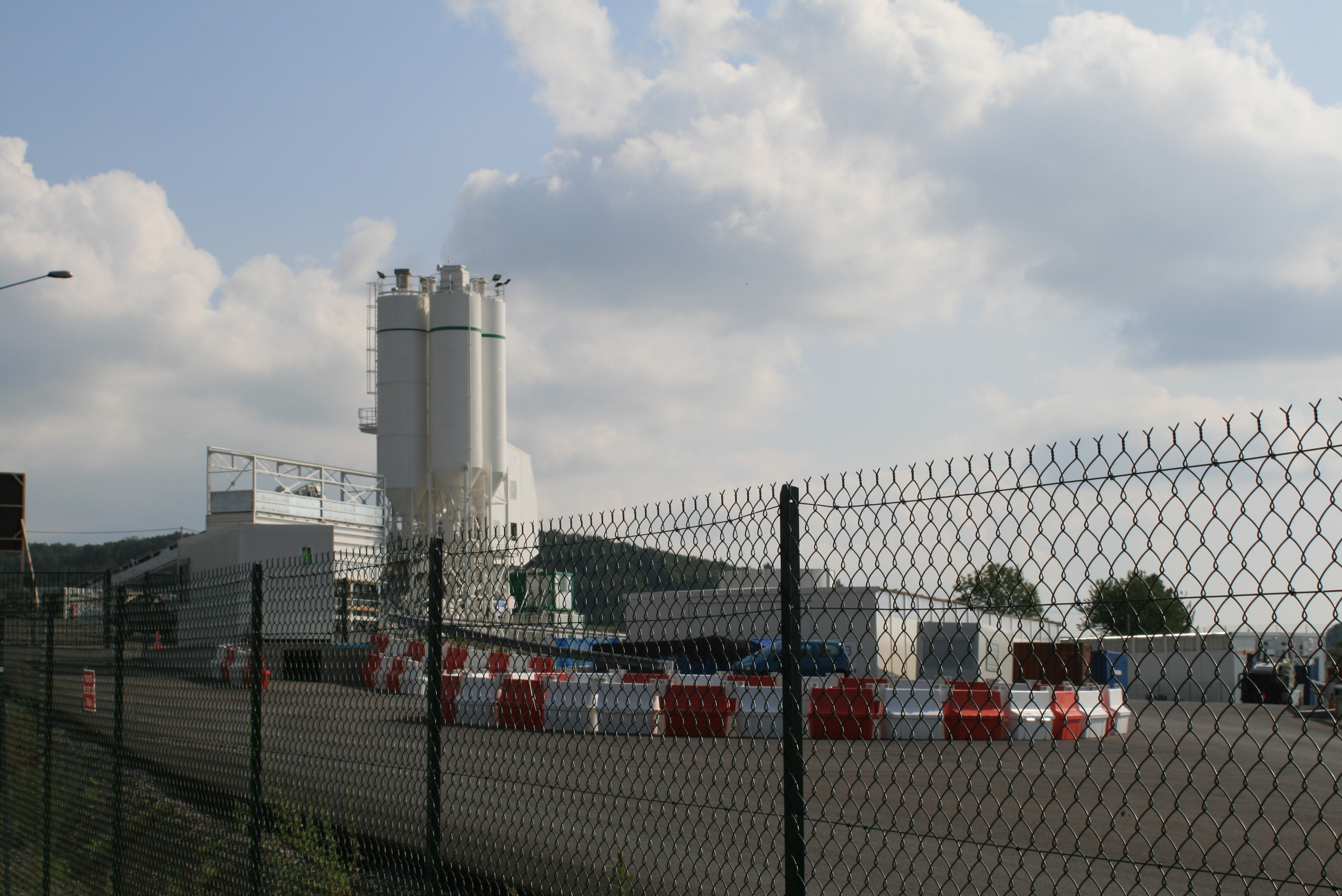
Західний майданчик робочого центру.
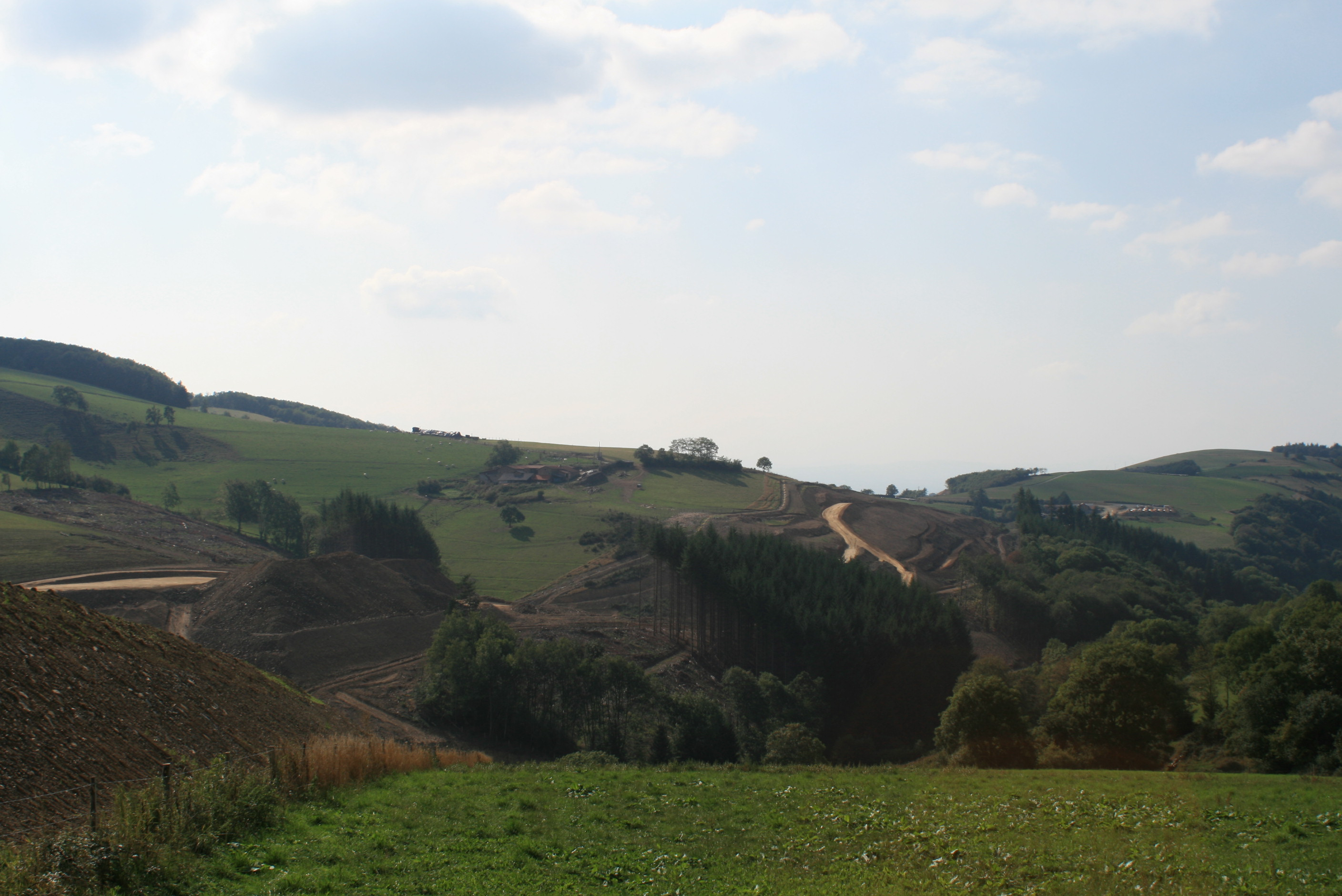
Розкопки A89 у напрямку Бальбіньї.

### Східна ділянка

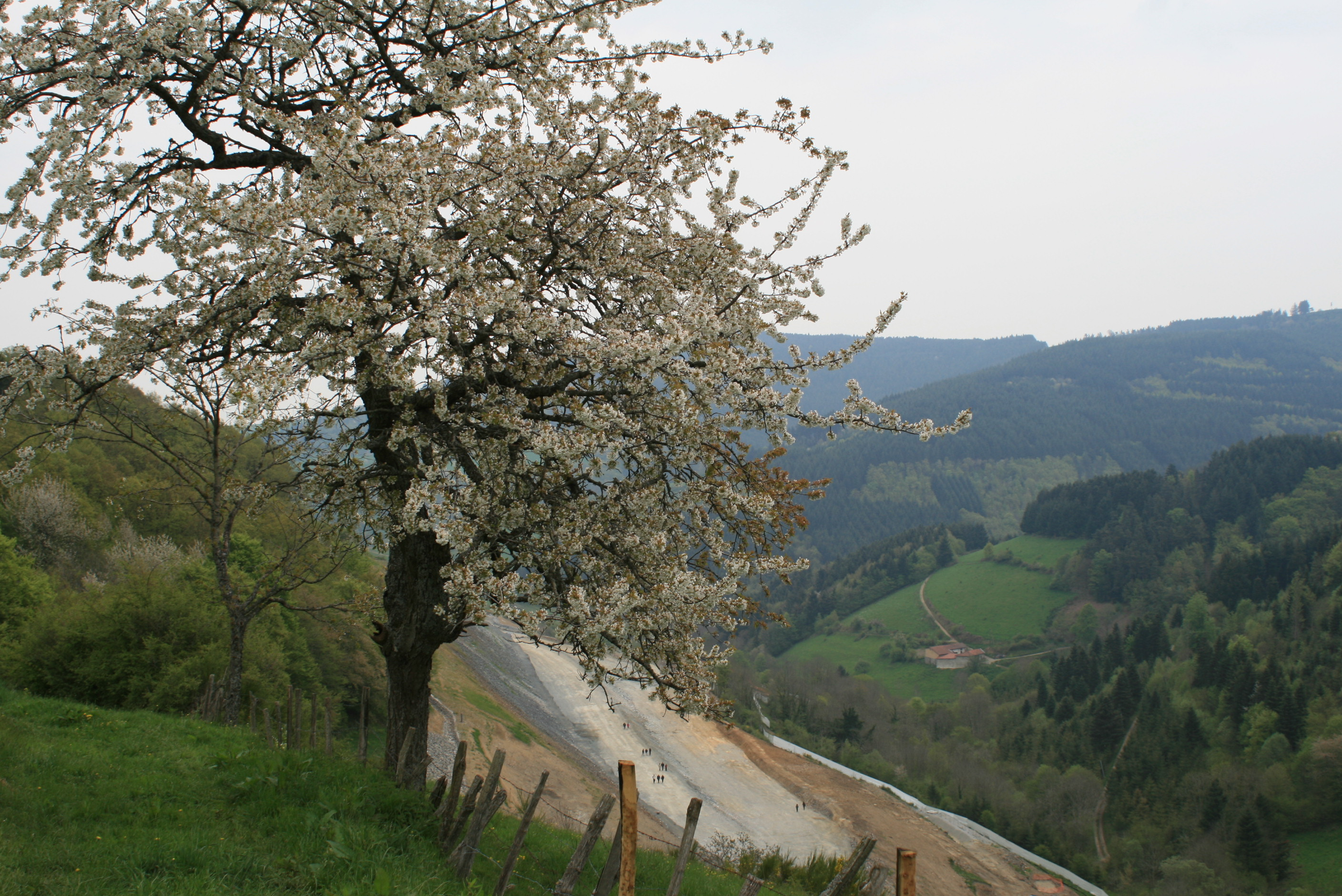
Під’їзна дорога до східного тунелю.
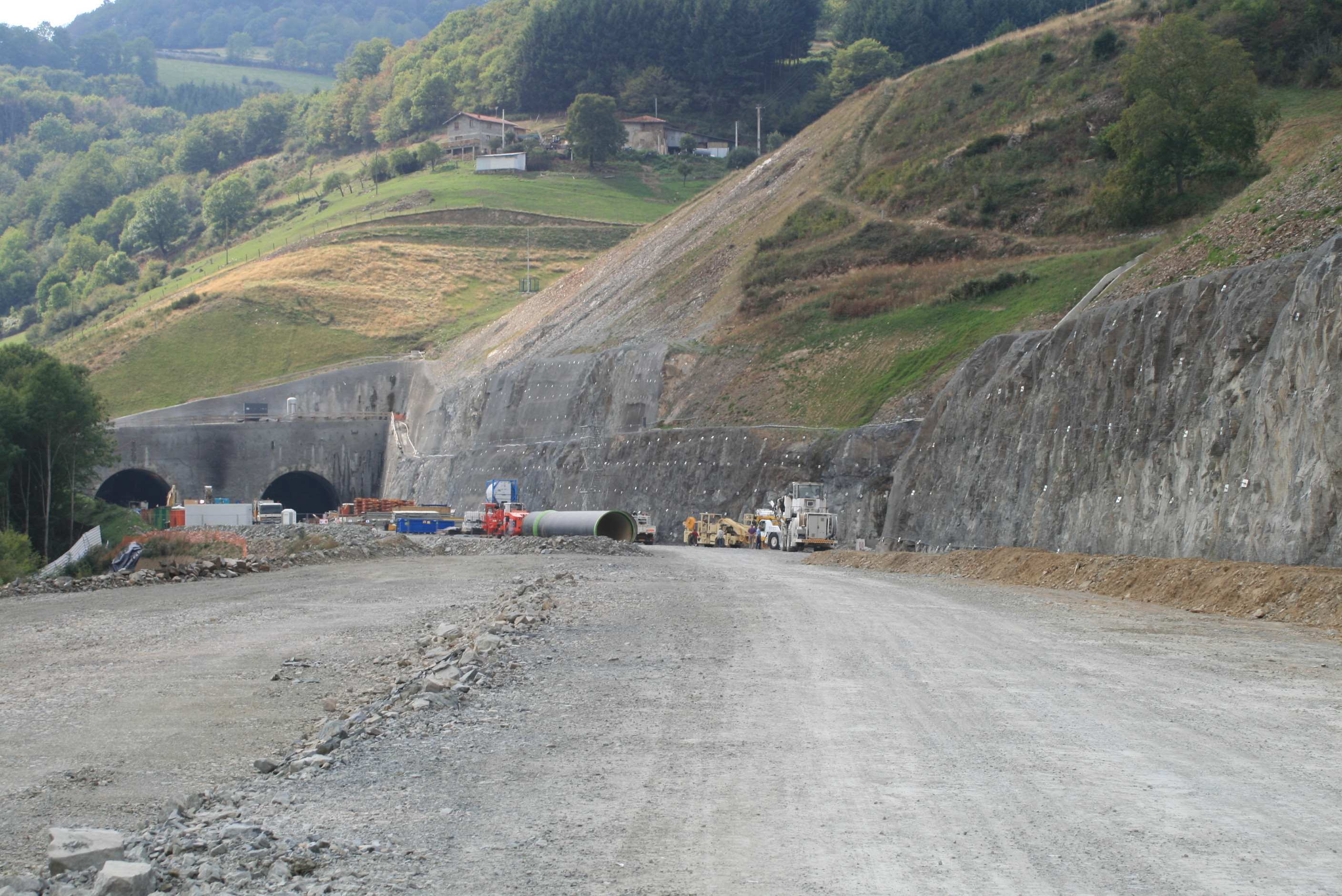
Східний вхід в тунель.
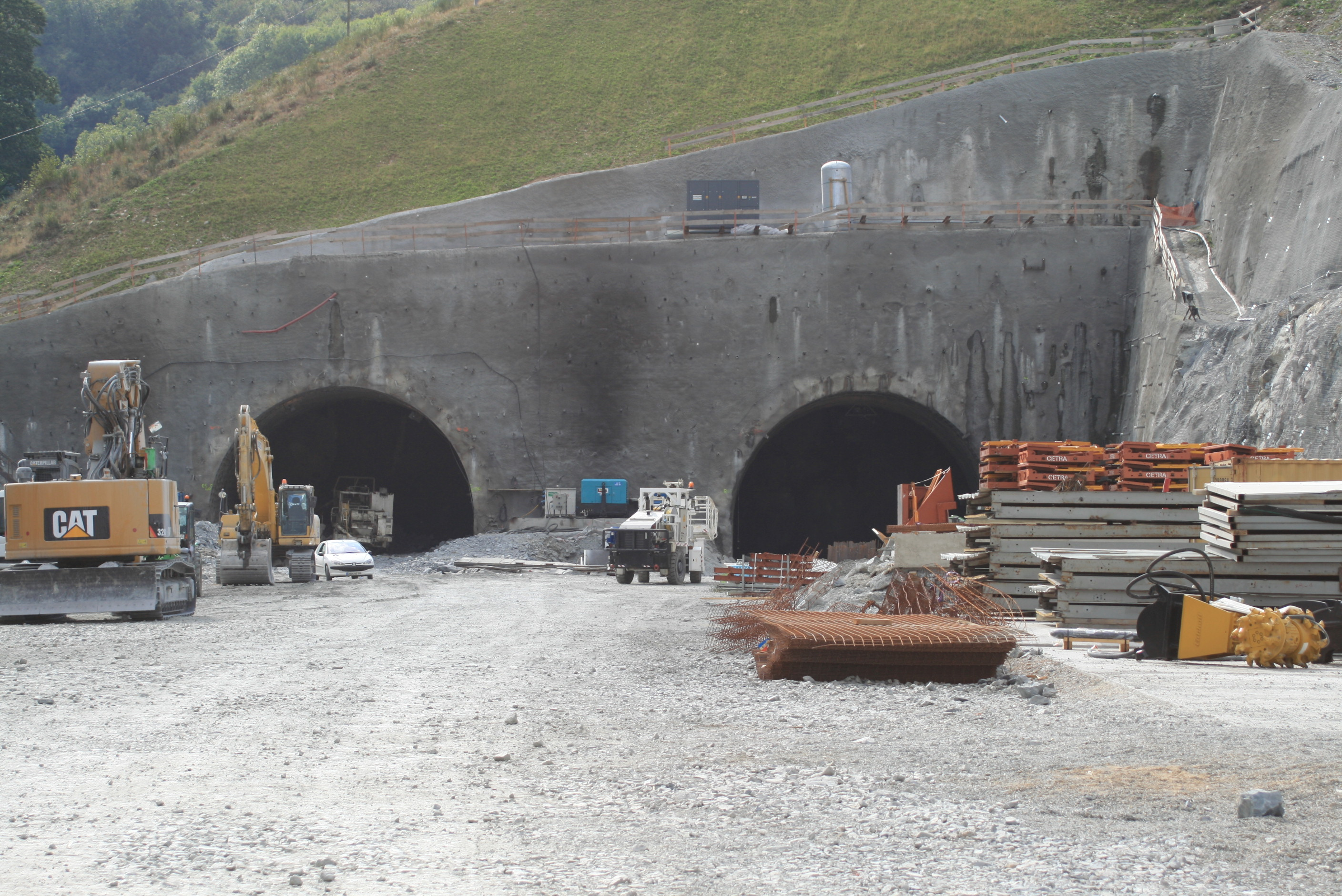
Східний вхід в тунель.
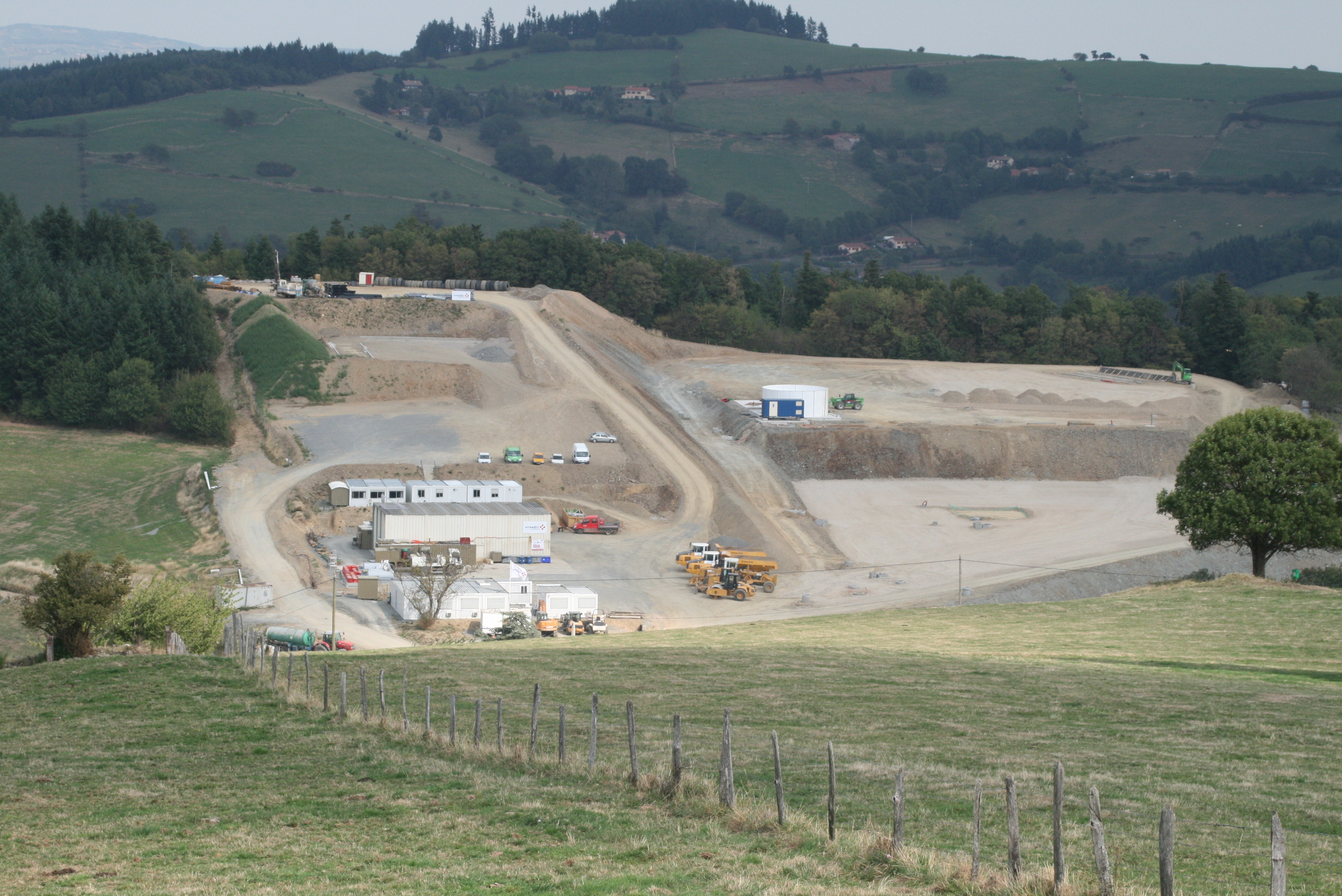
А89 працює центр в.